# Sichuanés
El sichuanés (xinès tradicional: 四川話, xinès simplificat: 四川, pinyin: Sìchuānhuà) és una llengua sinítica, catalogada com a dialecte del mandarí parlat a la municipalitat de Chongqing i la província de Sichuan, de la qual rep el nom: encara que el sichuanés compartix un 48% del vocabulari amb el mandarí estàndard, els parlants d'altres variants del mandarí solen trobar-la inintel·ligible.
El còmic Liao Jian parla sichuanés en els seus monòlegs;
altres entreteniments sichuanòfons com telenovel·les o grups de música popular han contribuït a normalitzar l'estatus social de la seua llengua materna malgrat la pressió del mandarí estàndard.
Els subdialectes principals del sichuanés són els que es parlen a la capital de la província de Sichuan, Chengdu, i a Chongqing —que pertangué a Sichuan fins al 1997—; els de les províncies veïnes de Guizhou, Henan, Hubei i Shaanxi també són considerats sichuanòfons, ja que poden comunicar-se entre ells en els parlars locals sense haver de recórrer a l'estàndard: en conjunt, es calcula que el sichuanés té cent vint milions de parlants a la Xina.

## Història
Encara que Sichuan ja era part de la Xina al final de la dinastia Tang (any 907), una sèrie de plagues i la invasió dels mongols provocà un descens dràstic de població en el segle xiii, agreujat quatre segles després amb la massacre del rebel Zhang Xian Zhong; per tant, el sichuanés s'hauria format més tard per substitució de la llengua anterior amb els dialectes mandarins de la repoblació massiva de la província: la gran uniformitat del sichuanés en comparança amb els altres dialectes xinesos atesta la seua relativa joventut.

## Característiques
Una de les principals característiques del sichuanés és la confusió entre els sons /s/ i /sh/, /c/ i /ch/ i /z/ i /zh/, la qual cosa fa que, per exemple, els noms dels nombres quatre (四) i deu (十) sonen igual (/sí/):
els parlants natius fan ús del llenguatge no verbal per a diferenciar-los, amb quatre dits o dos dits en creu.
La N inicial del mandarí sona L en sichuanés: 你好！ /li53hao53/ («hola!»)
L'entonació sichuanesa sol ser ascendent o neutra.

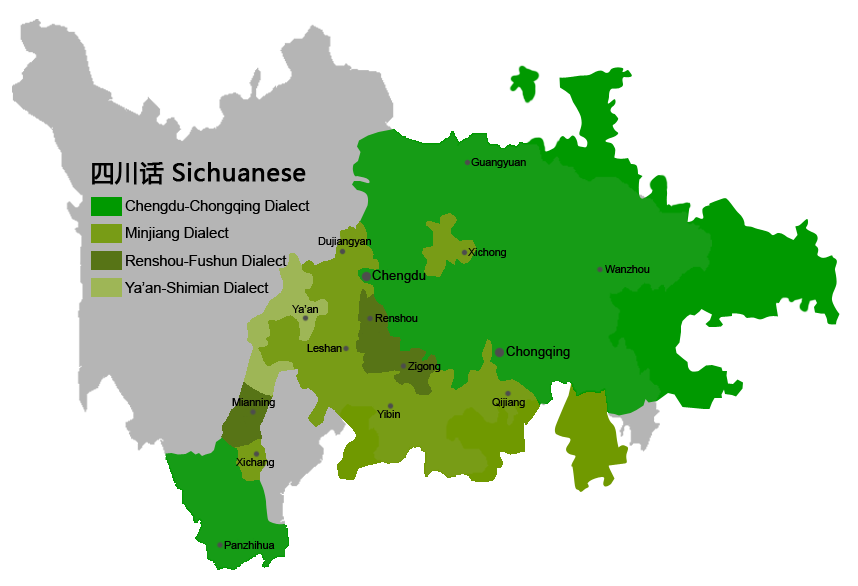
Subdialectes del sichuanés